# Tracy Bonham
Tracy Bonham (Boston, 16 marzo 1967) è una cantante, musicista e polistrumentista statunitense.

## Biografia
Nata a Boston, è cresciuta ad Eugene (Oregon), dove ha iniziato a cantare e a suonare il violino. Nel 1996 ha pubblicato il suo primo album discografico, che ha ottenuto un ottimo successo e una nomination ai Grammy Award al miglior album di musica alternativa nel 1997. Il singolo di maggior successo dell'artista è Mother Mother.
Il secondo album è uscito per la Island Records nel 2000. Nel giugno 2005, dopo un cambio di etichetta, è uscito il terzo disco in studio.

## Discografia solista
Album studio
- The Burdens of Being Upright (1996)
- Down Here (2000)
- Blink the Brightest (2005)
- Masts of Manhatta (2010)
- Wax & Gold (2015)
- Modern Burdens (2017)
- Young Maestros, Vol. 1 (2021)

EP
- The Liverpool Sessions (1995)
- Bee (2003)
- Something Beautiful (2005)
- In the City/In the Woods (2006)
- All I Wish Every Christmas (2013)

Live
- Pure McCartney (2013)